# Prométhée (poème symphonique)
Pour les articles homonymes, voir Prométhée (homonymie).
Prométhée (Prometheus) est un poème symphonique de Franz Liszt, composé entre 1850 et 1855.
Il fut à l'origine conçu pour les célébrations qui suivirent à Weimar l'anniversaire des cent ans de la naissance en 1744 de Johann Gottfried Herder, avec entre autres l'inauguration d'une statue. On donna une grande représentation de la pièce de Herder, Prométhée libéré, pour laquelle Liszt composa en hâte une musique de scène composée de huit parties chorales et d'une ouverture, celle-ci en morceaux épars et partiellement orchestrés. Joachim Raff, son assistant depuis 1849, entreprit de rassembler avec l'accord du compositeur les esquisses et de leur donner forme. Liszt lui donna son accord, y apportant peut-être de légères retouches, et cette première version fut jouée le 24 août 1850.
Liszt composa une nouvelle version entre 1852 et 1854, et la retravailla. Elle fut créée sous l'appellation cette fois de poème symphonique le 18 octobre 1855 à Brunswick.

## Structure
La structure du poème symphonique Prométhée est double. À la fois tripartite et sous la forme de leitmotivs:
| Leitmotivs | Force (Prométhée)                         | Douleur                                           | Rédemption         | Persévérance                  |
| ---------- | ----------------------------------------- | ------------------------------------------------- | ------------------ | ----------------------------- |
| 1re partie | Mesures 5 et 48sqq.                       | Mesures 22 et 48sqq. (Allegro molto appassionato) | Mesure 129         | —                             |
| 2de partie | Mesure 225 sqq.                           | Mesure 225 sqq.                                   | —                  | Mesure 161 (Allegro moderato) |
| 3e partie  | Mesures 237 (tempo primo), 299 et 385-443 | Mesures 245 et 269                                | Mesures 304 et 364 | Mesure 323                    |